# DBK Historische Bahn

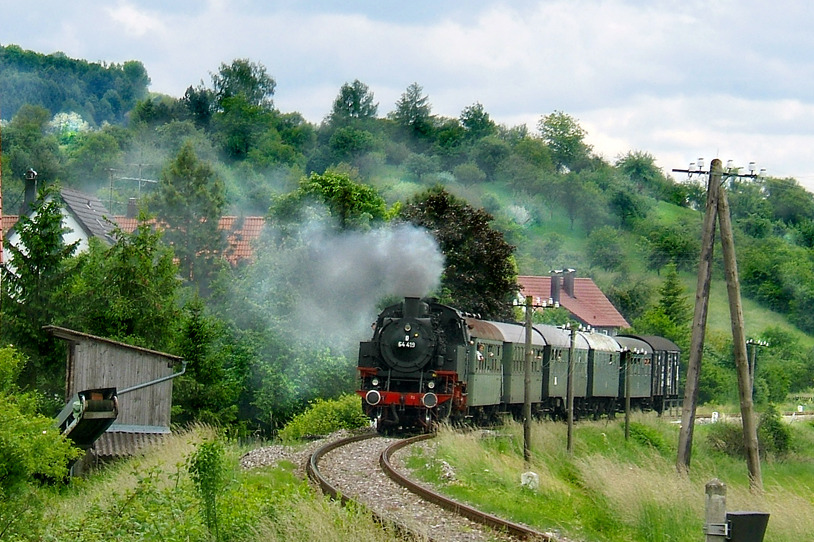
Dampfzug der DBK Historische Bahn auf der Wieslauftalbahn

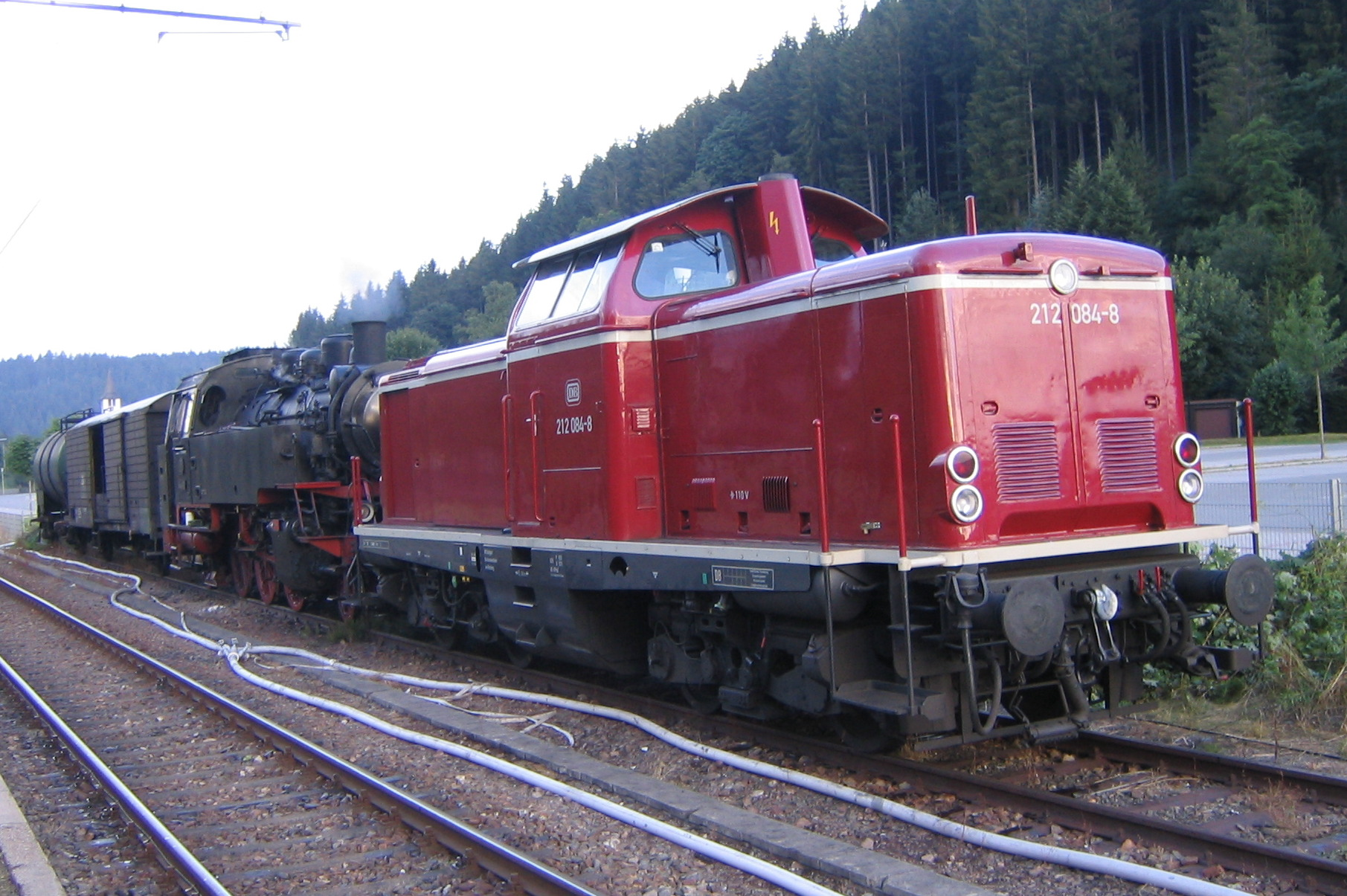
64 419 und 212 084-8 im Bahnhof Titisee

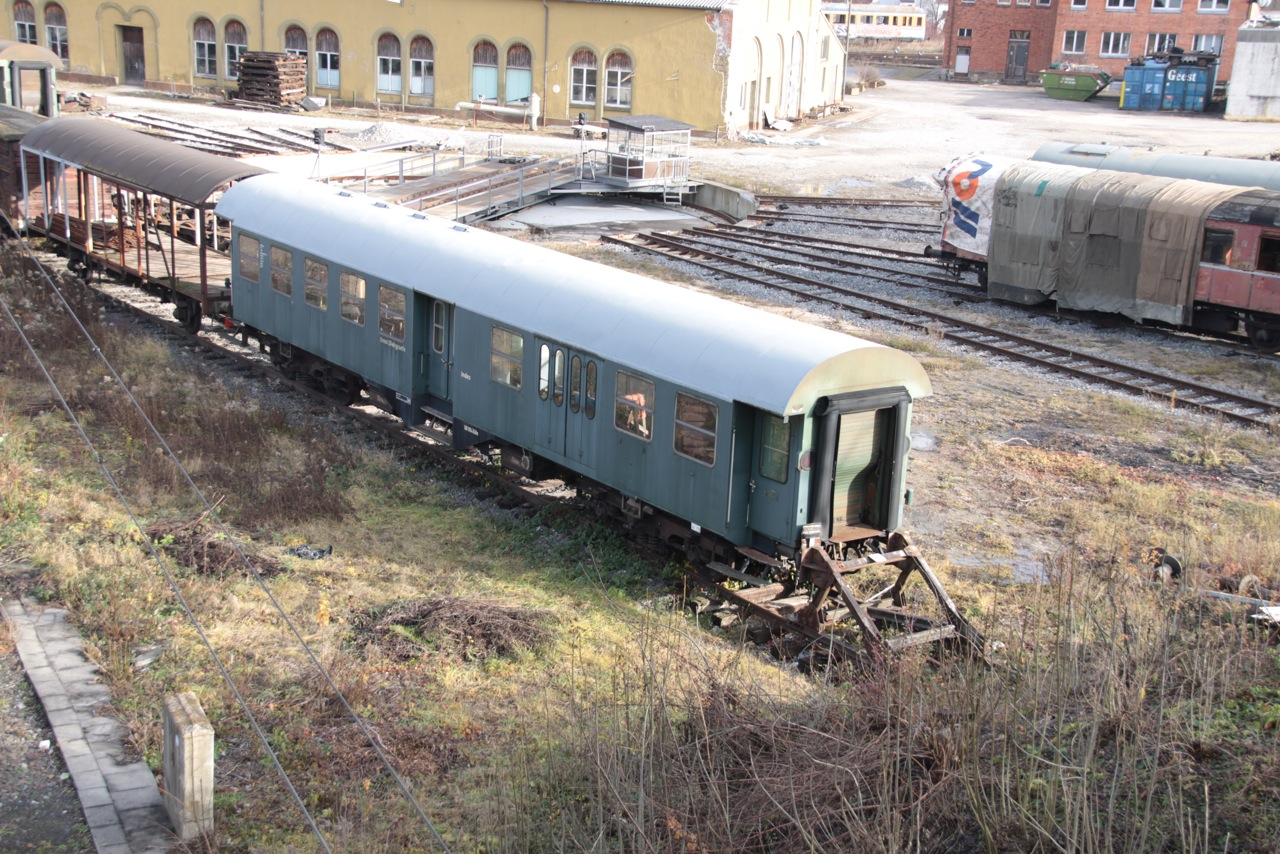
Neue Drehscheibe im Bw Crailsheim mit Museumsfahrzeugen

Der Verein DBK Historische Bahn ist ein Zusammenschluss von Eisenbahnfreunden mit Sitz in Crailsheim.
Ursprünglich im Jahr 1985 als Dampfbahn Kochertal e. V. mit Sitz in Sulzbach-Laufen gegründet, zog der Verein nach und nach in das ehemalige Dampflok-Bahnbetriebswerk nach Crailsheim um. Heute nennt der mittlerweile über 100 Mitglieder zählende Verein zahlreiche zum Teil auch betriebsfähige Schienenfahrzeuge (Dampf- und Diesellokomotiven sowie Reise- und Güterzugwagen) sein Eigen, darüber hinaus werden Sonderfahrten mit historischen Zügen angeboten. Ein weiteres wichtiges Projekt des Vereins, das mit Hilfe eines Landeszuschusses in Angriff genommen wurde, war der Wiederaufbau einer Drehscheibe im ehemaligen Bahnbetriebswerk Crailsheim.

## Schienenfahrzeuge im Vereinsbesitz, Stand Juni 2016

### Dampf
- 50 3545, wegen Triebwerkschaden abgestellt
- 52 8077, Inbetriebnahme nach Hauptuntersuchung vorgesehen
- 64 419, betriebsfähig
- 80 106, wegen Fristablauf abgestellt, 1952 für die Papierfabrik Albbruck bei Waldshut als Nr. 106 gebaut, ähnlich wie Baureihe 80

### Diesel
- 212 084, betriebsfähig
- V60 328, betriebsfähig
- V36 510, wegen Fristablauf abgestellt
- Köf 6808, in Aufarbeitung
- Kö 0186

### Reisezugwagen
- fünf vierachsige Umbau-Wagen, darunter zwei B4yg (btf.), zwei BD4yg (einer in Aufarbeitung) und ein AB4yg (btf.)
- drei Silberlinge, darunter zwei Bn 719 und ein ABn 703 (alle btf.)
- neun Mitteleinstiegwagen, darunter drei Ayl, ein AByl, drei Byl(b), ein BDylsf und ein BDyl (2× betriebsfähig, 3× in Aufarbeitung, 2× nicht btf.)
- zwei dreiachsige Umbau-Wagen, 1× B3yge, 1× B3ygeb, beide derzeit nicht betriebsfähig
- ein Bnrkz "Kaffeeküch", nicht betriebsfähig
- ein ABm 221, zwei Bm 232, ein Bm 238, ein BDms 273, nicht betriebsfähig
- ein Behelfspackwagen Bauart MDyg, betriebsfähig
- ein Postwagen Post mr-ap, betriebsfähig
- zwei Eilzugwagen ex ÖBB, einer betriebsfähig, einer in Aufarbeitung
- ein "württembergischer Doppelwagen", nicht betriebsfähig